# Campeonato Mundial de Atletismo Sub-20 de 2022 - Lançamento de disco feminino
A prova do lançamento de disco feminino do Campeonato Mundial de Atletismo Sub-20 de 2022 ocorreu entre os dias 1 a 3 de agosto de 2022 no Estádio Olímpico Pascual Guerrero, em Cali, na Colômbia.

## Recordes
Antes desta competição, os recordes mundiais e do campeonato nesta prova eram os seguintes:
|       | Nome         | Nacionalidade     | Distância | Local        | Data                   |
| ----- | ------------ | ----------------- | --------- | ------------ | ---------------------- |
| WU20R | Ilke Wyludda | Alemanha Oriental | 74.40 m   | Berlim Leste | 13 de setembro de 1988 |
| CR    | Ilke Wyludda | Alemanha Oriental | 68.24 m   | Sudbury      | 31 de julho de 1988    |
| WU20L | Emma Sralla  | Suécia            | 56.38 m   | McKinney     | 21 de abril de 2022    |

## Medalhistas
| Ouro              | Prata                           | Bronze              |
| Emma Sralla (SWE) | Despoina Areti Filippidou (GRE) | Miné de Klerk (RSA) |

## Cronograma
Todos os horários são locais (UTC-5).
| Data        | Hora  | Evento               |
| ----------- | ----- | -------------------- |
| 1 de agosto | 12:00 | Qualificação Grupo A |
| 1 de agosto | 13:27 | Qualificação Grupo B |
| 3 de agosto | 15:14 | Final                |

## Resultados

### Qualificação
Qualificação: 52,50 m (Q) ou pelo menos melhor 12 qualificado (q).
| Posição | Grupo | Atleta                    | Nacionalidade     | Tentativas | Tentativas | Tentativas | Marca | Notas |
| Posição | Grupo | Atleta                    | Nacionalidade     | 1          | 2          | 3          | Marca | Notas |
| ------- | ----- | ------------------------- | ----------------- | ---------- | ---------- | ---------- | ----- | ----- |
| 1       | A     | Emma Sralla               | Suécia            | x          | 54.51      |            | 54.51 | Q     |
| 2       | B     | Despoina Areti Filippidou | Grécia            | 52.48      | 50.86      | x          | 52.48 | q,    |
| 3       | A     | Zara Obamakinwa           | Grã-Bretanha      | 51.99      | x          | 44.89      | 51.99 | q,    |
| 4       | B     | Tapenisa Havea            | Nova Zelândia     | 40.60      | 49.36      | 51.57      | 51.57 | q     |
| 5       | A     | Marley Raikiwasa          | Austrália         | 49.81      | 50.51      | 49.08      | 50.51 | q     |
| 6       | B     | Siniru Iheoma             | Estados Unidos    | 47.87      | 48.72      | 50.41      | 50.41 | q     |
| 7       | B     | Benedetta Benedetti       | Itália            | x          | x          | 50.22      | 50.22 | q     |
| 8       | A     | Miné de Klerk             | África do Sul     | 50.12      | x          | 49.55      | 50.12 | q     |
| 9       | A     | Katja Seng                | Alemanha          | x          | 49.99      | 48.88      | 49.99 | q     |
| 10      | A     | Marie-Josée Bovele-Linaka | França            | x          | 48.82      | 48.70      | 48.82 | q     |
| 11      | A     | Danara Dewi Stoppels      | Países Baixos     | 48.76      | 47.52      | 44.85      | 48.76 | q     |
| 12      | B     | Lucija Leko               | Croácia           | 48.01      | x          | x          | 48.01 | q     |
| 13      | B     | Paulina Stuglytė          | Lituânia          | 47.99      | x          | x          | 47.99 |       |
| 14      | A     | Milica Poznanović         | Sérvia            | 46.70      | 47.43      | x          | 47.43 |       |
| 15      | B     | Vilma Räsänen             | Finlândia         | 46.35      | x          | 47.08      | 47.08 |       |
| 16      | A     | Ames Burton               | Estados Unidos    | x          | x          | 46.64      | 46.64 |       |
| 17      | B     | Lesedi Khunou             | África do Sul     | 42.77      | x          | 46.29      | 46.29 |       |
| 18      | B     | Cedricka Williams         | Jamaica           | 46.20      | x          | 27.13      | 46.20 |       |
| 19      | B     | Lalenii Grant             | Trindade e Tobago | x          | 46.09      | 43.58      | 46.09 |       |
| 20      | B     | Princesse Hyman           | França            | 46.03      | x          | x          | 46.03 |       |
| 21      | A     | Martyna Dobrowolska       | Polónia           | 46.01      | x          | x          | 46.01 |       |
| 22      | A     | Natalia Rankin-Chitar     | Nova Zelândia     | 40.48      | 45.85      | 42.74      | 45.85 |       |
| 23      | B     | Laylani Va'ai             | Austrália         | 42.00      | 43.79      | 40.85      | 43.79 |       |
| 24      | A     | Jule Insinna              | Liechtenstein     | 46.01      | x          | x          | 46.01 |       |
| 25      | B     | Lea Bork                  | Alemanha          | 35.42      | 43.60      | 41.79      | 43.60 |       |
| 26      | B     | Ebba Lind                 | Suécia            | 42.39      | 40.79      | 42.29      | 42.39 |       |
| 27      | A     | Nicole Andrea Valencia    | Colômbia          | 41.02      | x          | x          | 41.02 |       |
| 28      | A     | Abigail Martin            | Jamaica           | x          | x          | 38.89      | 38.89 |       |
| 29      | A     | Vineta Krūmiņa            | Letónia           | x          | 38.25      | x          | 38.25 |       |

### Final
A prova final foi realizada no dia 3 de agosto às 15:14. 
| Posição           | Atleta                    | Nacionalidade  | Tentativas | Tentativas | Tentativas | Tentativas | Tentativas | Tentativas | Marca | Notas                |
| Posição           | Atleta                    | Nacionalidade  | 1          | 2          | 3          | 4          | 5          | 6          | Marca | Notas                |
| ----------------- | ------------------------- | -------------- | ---------- | ---------- | ---------- | ---------- | ---------- | ---------- | ----- | -------------------- |
| Medalha de ouro   | Emma Sralla               | Suécia         | x          | 54.94      | 52.78      | 56.15      | 53.47      | x          | 56.15 |                      |
| Medalha de prata  | Despoina Areti Filippidou | Grécia         | x          | 51.69      | 54.48      | 50.97      | 54.35      | x          | 54.48 | Recorde da temporada |
| Medalha de bronze | Miné de Klerk             | África do Sul  | 48.98      | 49.73      | 51.75      | 51.55      | 53.54      | 49.21      | 53.54 | NU20R                |
| 4                 | Siniru Iheoma             | Estados Unidos | 53.15      | x          | x          | 46.96      | x          | x          | 53.15 |                      |
| 5                 | Danara Dewi Stoppels      | Países Baixos  | x          | 49.24      | x          | 51.74      | 46.97      | 51.86      | 51.86 | Recorde pessoal      |
| 6                 | Marie-Josée Bovele-Linaka | França         | 51.07      | x          | x          | 51.63      | 46.60      | 50.37      | 51.63 | Recorde pessoal      |
| 7                 | Tapenisa Havea            | Nova Zelândia  | 45.69      | 49.45      | 48.79      | 49.28      | 50.39      | 50.97      | 50.97 |                      |
| 8                 | Katja Seng                | Alemanha       | x          | 49.70      | 48.43      | 49.37      | x          | x          | 49.70 |                      |
| 9                 | Marley Raikiwasa          | Austrália      | 48.41      | 48.27      | 48.74      |            |            |            | 48.74 |                      |
| 10                | Lucija Leko               | Croácia        | x          | 47.68      | x          |            |            |            | 47.68 |                      |
| 11                | Zara Obamakinwa           | Grã-Bretanha   | x          | 37.09      | 47.23      |            |            |            | 47.23 |                      |
| 12                | Benedetta Benedetti       | Itália         | 47.01      | 46.11      | 46.63      |            |            |            | 47.01 |                      |

Legenda
| Recorde mundial       | Recorde mundial (World record)               |                       | Recorde africano                      | Recorde africano (African) |                                           | Q | Classificado por posição (Qualified) |
| Recorde do campeonato | Recorde do campeonato (Championship record)  | Recorde da América    | Recorde da América (Americas)         | q                          | Classificado por melhor tempo (Qualified) |   |                                      |
| Melhor marca do ano   | Melhor marca do ano (World leading)          | Recorde asiático      | Recorde asiático (Asian)              | DNS                        | Não largou (Did not start)                |   |                                      |
| Recorde nacional      | Recorde nacional (National record)           | Recorde europeu       | Recorde europeu (European)            | DNF                        | Não terminou (Did not finish)             |   |                                      |
| Recorde pessoal       | Recorde pessoal do atleta (Personal best)    | Recorde da Oceania    | Recorde da Oceania (Oceania)          | DSQ / DQ                   | Desclassificado (Disqualified)            |   |                                      |
| Recorde da temporada  | Recorde da temporada do atleta (Season best) | Recorde sul-americano | Recorde sul-americano (South America) | NM                         | Sem marca (No mark)                       |   |                                      |